# Fatma Bouri
Fatma Bouri, née le 9 janvier 1993, est une handballeuse tunisienne. Elle mesure 1,65 m.
Elle évolue au poste d'ailière gauche avec le Club africain. Elle fait également partie de l'équipe de Tunisie, avec laquelle elle participe au championnat du monde 2017 en Allemagne.

## Palmarès
En équipe nationale
- 24e place au championnat du monde 2017
- Médaille de bronze au championnat d'Afrique 2021